# Mount Lyall
Mount Lyall är ett berg i Kanada.   Det ligger i provinsen Alberta, i den södra delen av landet, 2 900 km väster om huvudstaden Ottawa. Toppen på Mount Lyall är 2 951 meter över havet, eller 621 meter över den omgivande terrängen. Bredden vid basen är 6,0 km.
Terrängen runt Mount Lyall är huvudsakligen kuperad, men åt sydost är den bergig.Trakten runt Mount Lyall är nära nog obefolkad, med mindre än två invånare per kvadratkilometer.. Närmaste större samhälle är Elkford, 13,6 km väster om Mount Lyall.
Trakten runt Mount Lyall består i huvudsak av gräsmarker.